# Luis Fernández Soto
Luis Fernández Soto, de nombre artístico Luis El Zambo (o El Zambo a secas) es un cantaor de flamenco español de origen gitano, nacido en Jerez de la Frontera el 26 de septiembre de 1949.

## Biografía
Nació en el barrio de Santiago de Jerez de la Frontera, en el seno de una familia de tradición flamenca: por parte de padre, está emparentado con los Parrilla, los Terremoto, los Borrico y los Serna, y por parte de madre, con los Soto y los Sordera.
Sin embargo, no fue hasta los 52 años cuando, debido a problemas en su trabajo de pescadero, decidió cantar profesionalmente.

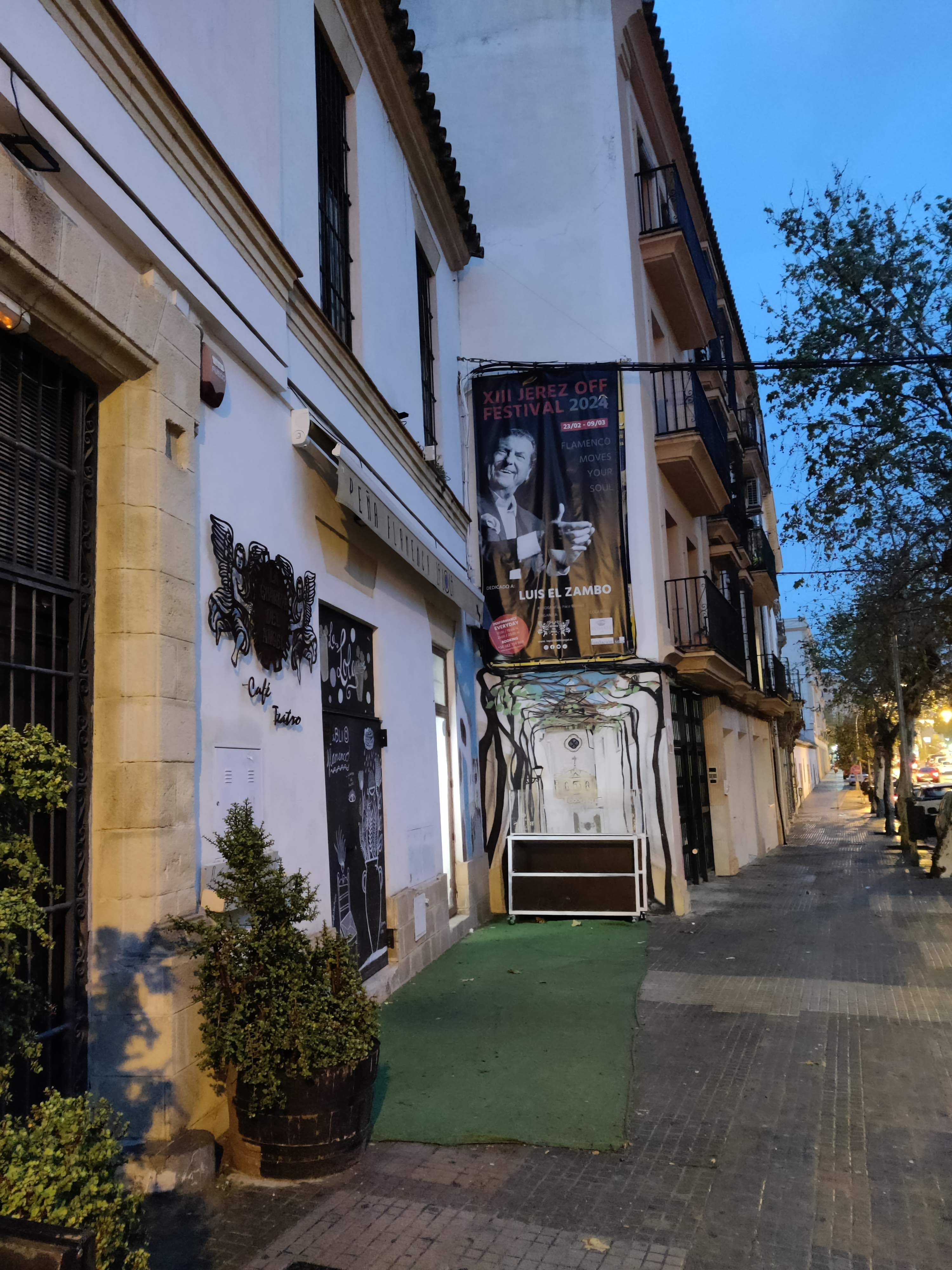
Festival dedicado a Luis

Cantaor de la vieja escuela, se ha mostrado crítico a la política de espectáculos del Ayuntamiento de Jerez y favorable a la actividad de las peñas flamencas de la ciudad. En 2018 colabora en el espectáculo del guitarrista José Gálvez.

## Grabaciones
En su carrera destacan:
- Al Compás de los Zambos, álbum de 1999;
- Gloria Bendita, álbum de 2005, que incluye colaboraciones con grandes como Miguel Poveda, Manuel Morao y Tomatito, entre otros;
- Flamenco, Flamenco, documental dirigido por Carlos Saura, en 2009.

Además ha colaborado en grabaciones de otros muchos artistas.